# Гуревич, Михаил Абрамович
Михаи́л Абра́мович Гуре́вич (литературный псевдоним Михаи́л Кри́вич; 6 августа 1938, Москва — 16 апреля 2025) — советский и российский писатель-фантаст, журналист, издатель.

## Биография
Окончил Московский химико-технологический институт им. Д. И. Менделеева. Работал в научно-исследовательских институтах и сотрудничал в качестве автора в центральной печати, написав десятки статей и репортажей. С конца 1960-х годов работал в редакции научно-популярного журнала «Химия и жизнь», в котором в течение полутора десятков лет был редактором отдела промышленности.
Автор нескольких десятков фантастических рассказов и повестей, написанных в соавторстве с Ольгертом Ольгиным (их первый фантастический рассказ — «Вторая попытка» (1969)). Позднее вместе с ним организовал выпуск в издательстве «Наука» серии книг «Библиотека „Химии и жизни“» на основе опубликованных в журнале статей, очерков, рассказов («Посёлок на краю Галактики» (1989), «Перпендикулярный мир» (1990) и др.). В 1990 в том же соавторстве вышел сборник фантастических рассказов «Женский портрет в три четверти».
В 1971 году был удостоен премии «Золотой телёнок» «Литературной Газеты» («Клуба 12 стульев»).
В начале 1990-х годов вместе с Ольгертом Ольгиным, Виталием Бабенко и ещё несколькими московскими литераторами создал одно из первых в Москве частных издательств — «Текст», в котором взял на себя обязанности главного редактора. Затем ушёл из «Текста» и стал совладельцем издательства «Изограф».
Автор детективного романа «Бюст на родине героя» (1996). Продолжает писать фантастические произведения — уже вне литературного тандема «Кривич и Ольгин». Вышли сборники его фантастических произведений «Электоральные ожидания» (2007) и «Из жизни собак и минотавров» (2009).
Умер 16 апреля 2025 года в возрасте 86 лет.

### Книги

#### Без О. Ольгина
- Кривич М. А., Любаров В. С. Машины учатся ходить. — М.: Детская литература, 1988. — 157 с. — 1 000 000 экз. — ISBN 5-08-000995-0.
- Кривич М. Бюст на родине героя. — М.: Изограф, 1996. — 351 с. — ISBN 5-87113-031-3.
- Кривич М. Электоральные ожидания. — М.: Изограф, 2007. — 208 с. — 2000 экз. — ISBN 5-94661-138-0.
- Кривич М. Из жизни собак и минотавров. — М.: АСТ, 2009. — 3000 экз. — ISBN 978-5-17-056376-0.

#### Совместно с О. Ольгиным
- Кривич М., Ольгин О. Мы идём на стадион. — М.: Малыш, 1980. — 27 с.
- Кривич М., Ольгин О., Борисов А. Школа пешехода. — М.: Малыш, 1984. — 24 с.
- Кривич М., Ольгин О. Какая завтра погода? — М.: Малыш, 1986. — 26 с. — (Почемучкины книжки).
- Кривич М., Ольгин О. Мастерские науки. — М.: Знание, 1988. — 192 с.
- Кривич М., Ольгин О. Женский портрет в три четверти. — М.: Орбита, 1990. — 270 с. — (Альфа - фантастика). — 100 000 экз. — ISBN 5-85210-035-8.
- Кривич М., Ольгин О. Товарищ убийца. Ростовское дело: Андрей Чикатило и его жертвы.. — М.: Текст, 1992. — 352 с. — ISBN 5-87106-071-4.

### Произведения

#### Без соавторов
- Кривич М. Бюст на родине героя // Кривич М. Бюст на родине героя. — М.: Изограф, 1996.
- Кривич М. Высокая миссия такса Тимофея // Кривич М. Из жизни собак и минотавров. — М.: АСТ, 2009.
- Кривич М. Жид по веревочке бежит // Кривич М. Электоральные ожидания. — Изограф, 2007.
- Кривич М. Минотавр Миня // Кривич М. Из жизни собак и минотавров. — М.: АСТ, 2009.
- Кривич М. Один раз я и Троша… // Кривич М. Из жизни собак и минотавров. — М.: АСТ, 2009.
- Кривич М. Память // Кривич М. Электоральные ожидания. — Изограф, 2007.
- Кривич М. Первая любовь, первая камера // Кривич М. Электоральные ожидания. — Изограф, 2007.
- Кривич М. Половая зрелость // Кривич М. Электоральные ожидания. — Изограф, 2007.
- Кривич М. Синтез ПСА // /Химия и жизнь, 1982. № 6. С. 86-92.
- Кривич М. Смейся, паяц! // Кривич М. Электоральные ожидания. — Изограф, 2007.
- Кривич М. Электоральные ожидания // Кривич М. Электоральные ожидания. — Изограф, 2007.

#### Совместно с О. Ольгиным
- Кривич М., Ольгин О. Бег на один километр // Энергия, 1987. № 8. С. 55-61.
- Кривич М., Ольгин О. В который раз про любовь // Химия и жизнь, 1981. № 4. С. 90-91.
- Кривич М., Ольгин О. Вегетарианец // Химия и жизнь, 1971. № 2. С. 92-93.
- Либкин О., М. Гуревич М. Вторая попытка // Химия и жизнь, 1969. № 4. С. 90-95.
- Кривич М., Ольгин О. Женский портрет в три четверти // Кривич М., Ольгин О. Женский портрет в три четверти. — М.: Орбита, 1990.
- Кривич М., Ольгин О. Из жизни бывшего автолюбителя // Химия и жизнь, 1984. № 7. С. 86-93.
- Кривич М., Ольгин О. Лунная ночь в двадцать первом веке //Перпендикулярный мир — М.: Наука, 1990. С. 170—187.
- Кривич М., Ольгин О. Над милым порогом // Кривич М., Ольгин О. Женский портрет в три четверти. — М.: Орбита, 1990.
- Кривич М., Ольгин О. Начинают и выигрывают… // НФ: Сборник научной фантастики. Выпуск 15 — М.: Знание, 1974.
- Кривич М., Ольгин О. Не может быть // Химия и жизнь, 1973. № 8. С. 80-81.
- Кривич М., Ольгин О. Очки // Химия и жизнь, 1995. № 8. С. 90-93.
- Кривич М., Ольгин О. Пора — не пора, или История первой посадки космического корабля на шестую планету, которая вращается вокруг одной очень большой звезды, настолько далекой, что её плохо видно невооруженным глазом даже в безлунную ночь // Химия и жизнь, 1972. № 6. С. 84-88.
- Кривич М., Ольгин О. Порядок в зоне // Нечеловек-невидимка — Симферополь: Таврия, 1991. С. 5-14.
- Кривич М., Ольгин О. Рыжий и Полосатый // Знание-сила, 1986. № 5. С. 45-47.
- Кривич М., Ольгин О. Семейная хроника аппаратчика Михина // Химия и жизнь, 1986. № 10. С. 112—119.
- Кривич М., Ольгин О. Сладкие песни сирен // Музей человека — М.: Всесоюзный центр кино и телевидения для детей и юношества, 1990. С. 111—190.
- Кривич М., Ольгин О. Трус не играет в хоккей // Эстафета — М.: Физкультура и спорт, 1986. — С.160-168.
- Кривич М., Ольгин О. Четвёртый квартал, или Что Вам угодно // Кривич М., Ольгин О. Женский портрет в три четверти. — М.: Орбита, 1990.
- Кривич М., Ольгин О. Что-то стало холодать… // НФ: Сборник научной фантастики. Выпуск 12 — М.: Знание, 1972.
- Кривич М., Ольгин О. Хоккей // Наука и техника, 1973. № 12. С. 40-43.
- Кривич М., Ольгин О. Четвёртый квартал, или Что вам угодно? // ЭКО, 1985. № 12. С. 213—215.
- Кривич М., Ольгин О. Эксперимент // Перпендикулярный мир — М.: Наука, 1990. С. 204—208.

### Критика
- Кривич М., Ольгин О. Живучесть Старшего Брата // Оруэлл Дж. 1984; Далош Д. 1985. — М., 1992. С. 5—8.

### Сценарии
- Эксперимент (1988) — сценарий мультфильма (совместно с О. Ольгиным)